# Taeromys hamatus
Taeromys hamatus is een knaagdier uit het geslacht Taeromys dat voorkomt op 1280 tot 2287 m hoogte in bergregenwoud in het midden van Celebes. De typelocatie is Gunung Lehio. Er zijn maar enkele exemplaren bekend, zodat de IUCN de soort als "kwetsbaar" (VU) classificeert. Deze soort is waarschijnlijk het nauwste verwant aan T. taerae uit het noordoosten van Celebes.
Taeromys arcuatus · Taeromys callitrichus · Taeromys celebensis · Taeromys dominator · Taeromys hamatus · Taeromys microbullatus · Taeromys punicans · Taeromys taerae